# Sarcophyton auritum
Sarcophyton auritum is een zachte koraalsoort uit de familie Alcyoniidae. De koraalsoort komt uit het geslacht Sarcophyton. Sarcophyton auritum werd in 1978 voor het eerst wetenschappelijk beschreven door Verseveldt & Benayahu. 